# Credit default swap index
Il credit default swap index (CDX) è uno strumento finanziario affine al CDS o credit default swap. Mentre quest'ultimo è uno strumento che viene costruito per ogni particolare strumento sottostante (prestito od obbligazione), il CDX è uno strumento standardizzato, che copre molte attività sottostanti, come se fosse un paniere di singoli CDS. Questo strumento più liquido, si presta a essere trattato nei mercati come strumento a sé. Ogni sei mesi si determina una nuova serie di strumenti sottostanti, e poi l'indice viene rilanciato per essere trattato sul mercato. Copre società e crediti del mercato nordamericano e dei paesi emergenti.

## Utilizzo e Importanza
Il CDX viene utilizzato dagli investitori per una varietà di scopi, tra cui la gestione del rischio di credito, la speculazione sulle variazioni delle condizioni di credito, e l'arbitraggio. Gli indici CDX sono particolarmente apprezzati per la loro liquidità e per la trasparenza che offrono rispetto ai CDS individuali .

## Indici iTraxx
| Famiglia | Tipo                            | Nome dell'indice         | Numero di entità                                            | Descrizione                                                                         |
| -------- | ------------------------------- | ------------------------ | ----------------------------------------------------------- | ----------------------------------------------------------------------------------- |
| Europa   | Indici di confronto (Benchmark) | iTraxx Europe            | 125                                                         | I nomi commerciali più attivi nei sei mesi precedenti Mall'"index roll"             |
| Europa   | Indici di confronto (Benchmark) | iTraxx Europe HiVol      | 30                                                          | I nomi finanziari con il più alto divario (più rischioso) dall'indice iTraxx Europe |
| Europa   | Indici di confronto (Benchmark) | iTraxx Europe Crossover  | 75                                                          | Nomi di sotto-investimenti                                                          |
| Europa   | Indici di confronto (Benchmark) | iTraxx LEVX              | 40                                                          | Primo Lien Loan CDS europeo                                                         |
| Europa   | Sector Indices                  | iTraxx Non-Financials    | 100                                                         | Nomi non finanziari                                                                 |
| Europa   | Sector Indices                  | iTraxx Financials Senior | 25                                                          | Nomi finanziari di subordinazione Senior                                            |
| Europa   | Sector Indices                  | iTraxx Financials Sub    | 25                                                          | Nomi finanziari di subordinazione junior                                            |
| Europa   | Sector Indices                  | iTraxx TMT               | 20                                                          | Telecomunicazioni, media e tecnologia                                               |
| Europa   | Sector Indices                  | iTraxx Industrials       | 20                                                          | INomi industriali                                                                   |
| Europa   | Sector Indices                  | iTraxx Energy            | 20                                                          | Nomi dell'industria energetica                                                      |
| Europa   | Sector Indices                  | iTraxx Consumers         | 30                                                          | Prodotti di beni di consumo                                                         |
| Europa   | Sector Indices                  | iTraxx Autos             | 10                                                          | Nomi del settore automobilistico                                                    |
| Asia     |                                 | iTraxx Asia              | 50                                                          | Asia ex-Japan Investment Grade                                                      |
| Asia     | iTraxx Asia HY                  | 20                       | Asia ex-Japan High Yield                                    |                                                                                     |
| Asia     | iTraxx Japan                    | 50                       | Giappone                                                    |                                                                                     |
| Asia     | iTraxx Australia                | 25                       | Australia                                                   |                                                                                     |
| Sovrani  |                                 | iTraxx SOVX West Europe  | 15                                                          | CDS dell'Europa occidentale sovrana                                                 |
| Sovrani  | iTraxx SOVX CEEMEA              | 15                       | Europa Centrale e orientale, Medio Oriente e Africa sovrani |                                                                                     |
| Sovrani  | iTraxx SOVX Asia Pacific        | 10                       | Asia pacifica sovrana                                       |                                                                                     |
| Sovrani  | iTraxx SOVX Latin America       | 8                        | America latina sovrana                                      |                                                                                     |
| Sovrani  | iTraxx SOVX IG                  |                          | Grado di investimento liquido globale sovrano               |                                                                                     |
| Sovrani  | iTraxx SOVX G7                  |                          | G7 sovrano                                                  |                                                                                     |
| Sovrani  | iTraxx SOVX BRIC                |                          | Brasile, Russia, India, Cina sovrane                        |                                                                                     |

## Indici CDX
| Nome dell'indice   | Numero di entità | Descrizione                                                           |
| ------------------ | ---------------- | --------------------------------------------------------------------- |
| CDX.NA.IG          | 125              | CDS gradi di investimento                                             |
| CDX.NA.IG.HVOL     | 30               | CDS gradi di investimento ad alta volatilità                          |
| CDX.NA.HY          | 100              | CDS ad alto Yield                                                     |
| CDX.NA.HY.BB       | 37               | Indice di CDS ad alto Yield con classificazione BB                    |
| CDX.NA.HY.B        | 46               | Indice CDS ad alto Yieldcon classificazione B                         |
| CDX.NA.XO          | 35               | CDS che sono un incrocio tra un grado di investimento e la spazzatura |
| CDX.EM             | 14               | CDS dei mercati emergenti                                             |
| CDX.EM Diversified | 40               | CDS dei mercati emergenti                                             |
| LCDX               | 100              | CDS di NA First Lien Leverage Loans                                   |